# Кунтуриотис, Павлос
Па́влос Кунтурио́тис[уточнить] (греч. Παύλος Κουντουριώτης; апрель 9 апреля 1855, о. Идра — 22 августа 1935, Палеон-Фалирон, Афины) — греческий государственный деятель и адмирал, начальник Генерального штаба ВМФ (1912), командующий флотом в годы Балканских войн. Во время Первой мировой войны входил в триумвират, руководивший проантантовским правительством в Салониках. Дважды (в 1920 году и в 1923—1924 годах) был регентом Греции, после отмены монархии дважды (1924—1926 и 1926—1929) занимал пост президента Греции.

## Биография

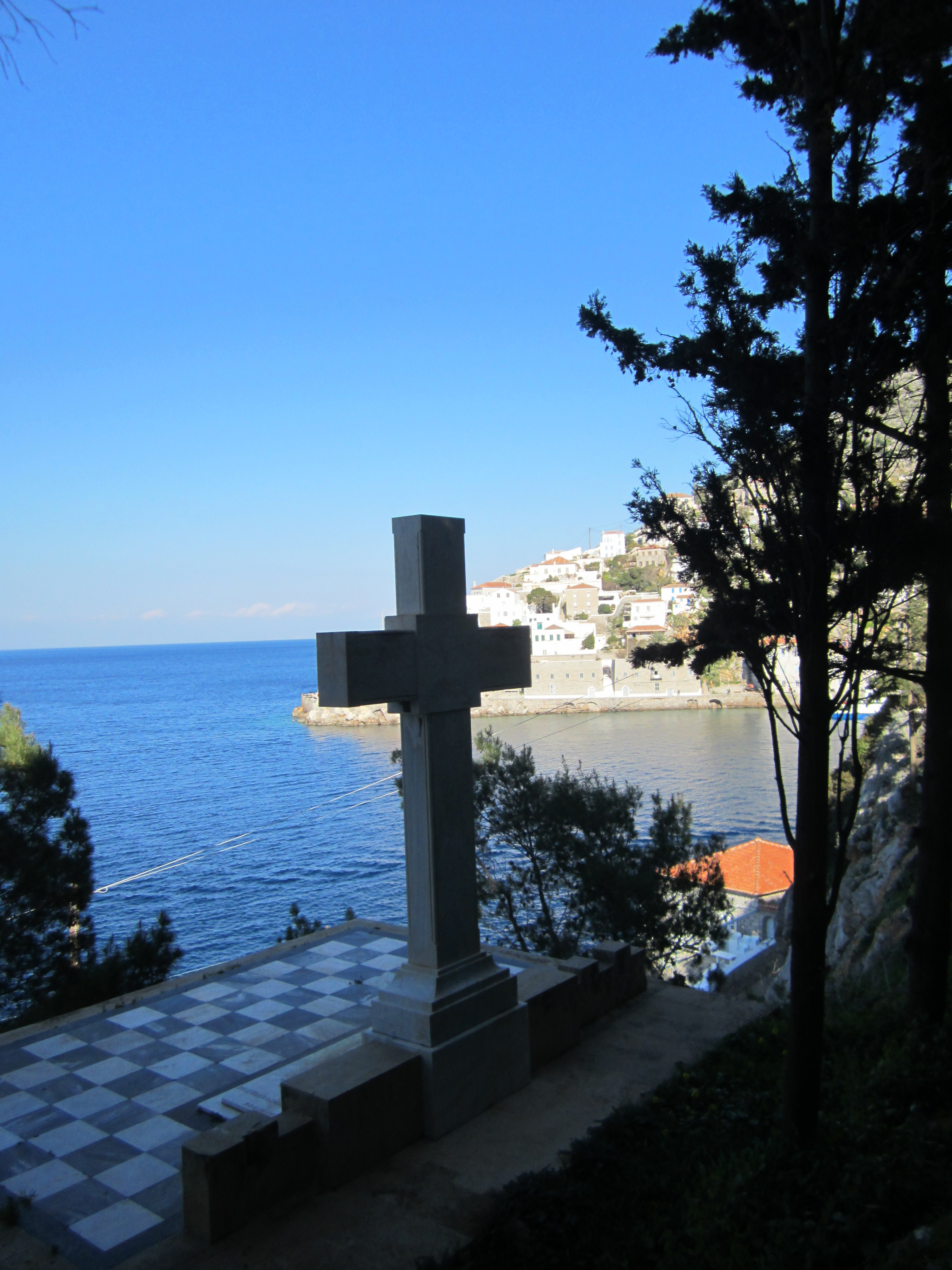
Крест над могилой адмирала Кунтуриотиса у его дома на острове Идра

Родился на славном морскими традициями острове Идра и происходил из знаменитого рода арматоров Зервасов-Кундуриотисов-Кунтуриотисов. Его дед Георгиос Кундуриотис занимал пост премьер-министра Греции (1823—1826, 1832, 1848). Его отец — Теодор Кунтуриотис (сын Георгиоса Кундуриотиса), мать — Лукия Негрепонте, представительница известной семьи из Хиоса, по этой линии был правнуком господаря Валахии Константина Хангерли. Был вторым ребёнком из девяти. Продолжая семейные традиции, в 1875 году поступил на службу в греческий Королевский военно-морской флот в звании энсина.
В 1886 году участвовал, будучи помощником капитана (в звании лейтенанта), в военно-морской операции в акватории города Превеза, а во время Греко-турецкой войны 1897 года, уже в звании капитана, в операциях у острова Крит. Командуя паровым барком «Алфиос», Кунтуриотис в феврале 1897 года высадил экспедиционный корпус полковника Тимолеона Вассоса в Колимвари (ном Ханья), а в апреле того же года у Лептокарьи, у подножия горы Олимп, на стыке областей Фессалии и Македонии.
В 1901 году в качестве капитана учебного крейсера «Миаулис», он осуществил первый заокеанский поход корабля греческого Королевского флота, с заходом в американские города Бостон и Филадельфия. В 1908 году был назначен адъютантом короля Георгия I.
В 1911 году в силу проблем с дисциплиной на крейсере «Георгиос Авероф» ему, рассчитывая на его огромный авторитет, было поручено командование этим боевым кораблем.
С началом Балканских войн (сыграл решающую роль в решении греческого правительства вступить в войну), Кунтуриотис был повышен в звании и стал контр-адмиралом, а в апреле 1912 года — назначен начальником Генерального штаба ВМФ. На этом посту он пребывал до сентября 1912 года, после чего принял командование Эгейским флотом. Командуя флотом и крейсером «Авероф», добился последовательного освобождения от турок островов: Лемнос, Тасос, Имброс, Тенедос, Псара, Айос-Эфстратиос, Лесбос и Самотраки. К 21 декабря ему удалось освободить почти все острова Эгейского моря, включая остров Хиос. Командуя флотом и крейсером «Авероф», он одержал две решающие победы над турецким флотом: у Элли и при Лемносе.
В результате этих побед турецкий флот оказался запертым в Дарданеллах и не смел выходить в Эгейское море. Прервав морские коммуникации противника, греческий флот внёс неоценимый вклад в победу в Первой Балканской войне союзных держав Сербии — Черногории — Болгарии — Греции.
Во время Второй Балканской войны, задачи «Аверофа» и Эгейского флота ограничивались патрулированием и поддержкой десантов.

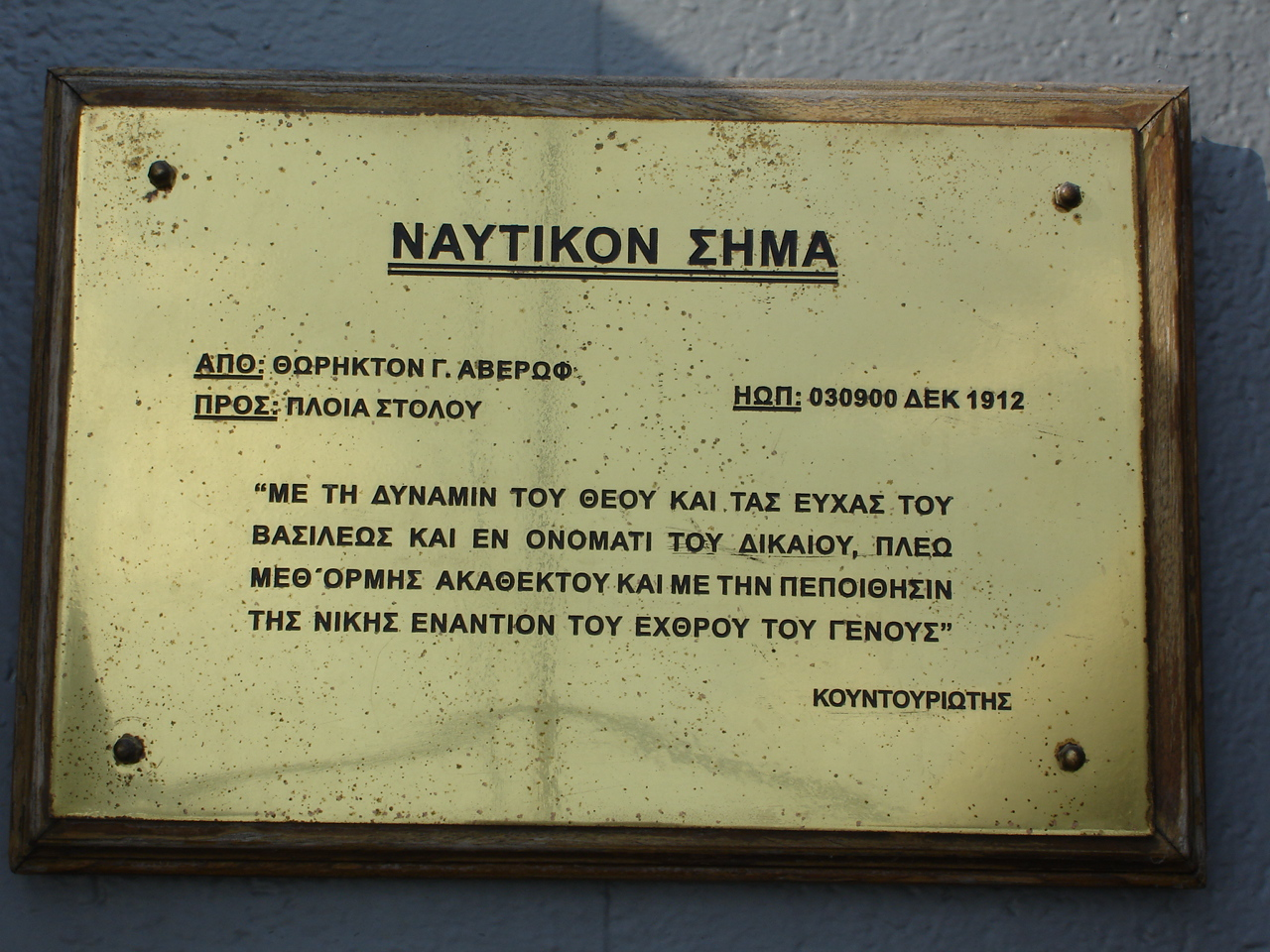
Сигнал атаки Кунтуриотиса

С окончанием Балканских войн, получил звание вице-адмирала «за исключительный вклад в военное время». Следует отметить, что это был второй после Константина Канариса офицер в королевском флоте Греции, получившим это звание.
В дальнейшем Кунтуриотис стал морским министром в правительствах Заимиса, а потом Скулудиса (1915—1916). В 1916 году как противник политики нейтралитета Греции в начале Первой мировой войны, Кунтуриотис стал членом про-антантовского триумвирата (Данглис — Венизелос — Кунтуриотис). В 1917 году он ещё раз стал морским министром и в том же году вышел в отставку в звании адмирала (командование флотом принял вице-адмирал Георгиос Какулидис).

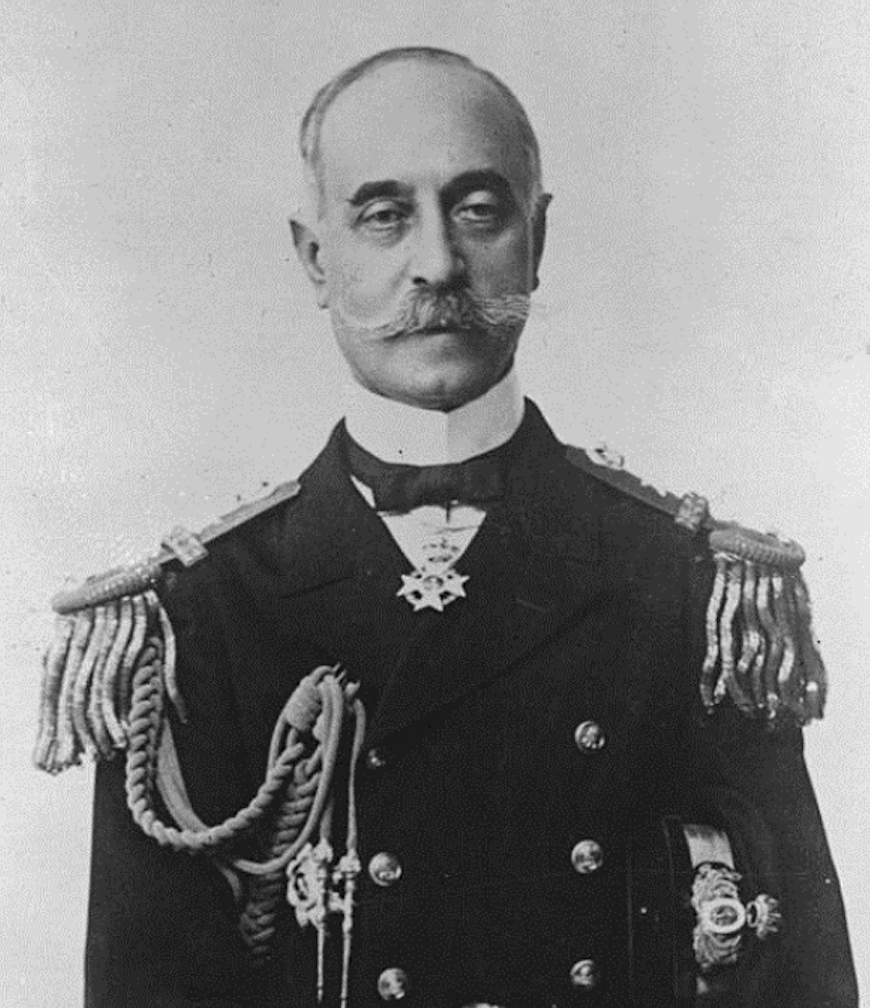
Адмирал Павлос Кунтуриотис в 1920 году

Со смертью короля Александра I Глюксбурга 1 ноября 1920 года и после изгнания из страны Георга II из Греции в декабре 1923 года исполнял обязанности регента. 25 марта 1924 года Учредительное национальное собрание провозгласило Грецию республикой. Новое правительство страны под руководством Александроса Папанастасиу (лидера партии Республиканского союза, основанной в 1924 году) приняло ряд законов, которые укрепили новый режим. Будучи общепризнанным лицом, он был избран временным первым президентом Второй Республики. На этом посту он оставался до 1926 года, когда подал в отставку в знак протеста против диктатуры, установленной генералом Теодоросом Пангалосом. 4 июня 1929 года был избран на пост президента парламентом, но уже в декабре подал в отставку по состоянию здоровья.
Скончался в Палеон-Фалироне. Согласно предсмертному завещанию, был похоронен на родном острове Идра. Его сын, Теодорос Кунтуриотис, стал также капитаном ВМФ и в 1944 году, командуя крейсером «Авероф», перевёз эмигрантское греческое правительство из Египта в Афины.

Карта Второй Греческой республики в 1935 г.

## Корабли ВМФ Греции несущие имя П. Кунтуриотис
Имя Павлоса Кунтуриотиса было присвоено по сегодняшний день 4-м кораблям ВМФ Греции:
1. Лёгкий крейсер класса Chatηam, был заказан на английских верфях в 1914 году. С началом Первой мировой войны, был конфискован англичанами и вошёл в состав ВМФ Британии под именем Birkenhead.
2. Кунтуриотис (эсминец) класса Dardo (H 07) один из 4-х эсминцев заказанных Грецией в Италии в 1933 году. Во время греко-итальянской войны 1940—1941 годов принял участие во 2-м (15-16 декабря 1940 года) и 3-м (4-5 января 1941 года) рейде греческого флота в проливе Отранто. Когда на помощь Италии, терпящей поражение от греческой армии, пришла нацистская Германия, эсминец ушёл на Ближний Восток. С июня 1941 по апрель 1942 года была произведена его модернизация, в городе Бомбей. После модернизации сопровождал конвои. Был выведен из состава ВМФ после освобождения в 1946 году.
3. Эсминец класса Gearing — Fram I (D-213). Киль заложен 2 мая 1945 на верфи Bethlehem Steel, Quincy, США. Спущен на воду 21 сентября 1945 года. Вошёл в состав ВМФ США 8 марта 1946 под именем USS Rupertus (DD 851). В составе ВМФ Греции с 1973 по 1995 годы.
4. Сегодняшний фрегат класса Standard, F 462 (бывший голландский Kortenaer). Построен на верфи Koninklijka Maatschappij de Schelde в Vlissingen, Голландия. В составе греческого ВМФ с 26 октября 1978 года. Положил начало большой серии кораблей этого класса приобретённых ВМФ Греции. Прошёл модернизацию на греческих верфях в 2004—2006 годах.